# Taupo District
Taupo District är en territoriell myndighet på Nordön i Nya Zeeland. Staden Taupo är administrativt centrum och distriktet hade 37 203 invånare vid folkräkningen 2018.

## Geografi
Taupo District ligger inom fyra regioner; Waikato, Bay of Plenty, Hawke's Bay och Manawatū-Whanganui. Den största delen ligger i Waikato och endast en mycket liten del i Manawatū-Whanganui. I väst gränsar distriktet till Otorohanga District, Waitomo District och Ruapehu District som också utgör en del av den södra gränsen. I sydöst gränsar Taupo District till Hastings District och Rangitikei District, i nordöst Whakatane District och i norr gränsar distriktet till South Waikato District samt Rotorua District.
I Taupo District ligger Tauposjön, Nya Zeelands till ytan största insjö, och den mindre sjön Rotoaira. I distriktets sydvästra del ligger Tongariro nationalpark och i öst återfinns skogen Kaingaroa Forest. Taupo är distriktets största stad med ca 22 000 invånare, andra större orter är Turangi med ca 3 000 och Mangakino med ca 1 000 invånare.

## Ekonomi
Distriktets arbetskraft bestod 2013 av 14 170 anställda i 4 474 företag.
De fem största industrierna sett till antal anställda är:
- hotell- och restaurangtjänster (15,9%)
- detaljhandel (12,7%)
- jordbruk, skogsbruk och fiske (12,4%)
- utbildning (8,0%)
- byggindustri (6,8%)

Procenttalen anger andel av det totala antalet anställda.

## Befolkning
Vid folkräkningen 2018 hade Taupo District 37 203 invånare, vilket utgör 0,79 % av Nya Zeelands befolkning. Det var en ökning med 13,1 % sedan 2013 års folkräkning.

### Befolkningsutveckling
| Befolkningsutvecklingen i Taupo District 1986–2018 | Befolkningsutvecklingen i Taupo District 1986–2018 | Befolkningsutvecklingen i Taupo District 1986–2018 | Befolkningsutvecklingen i Taupo District 1986–2018 | Befolkningsutvecklingen i Taupo District 1986–2018 |
| -------------------------------------------------- | -------------------------------------------------- | -------------------------------------------------- | -------------------------------------------------- | -------------------------------------------------- |
|                                                    |                                                    |                                                    |                                                    |                                                    |
| År                                                 |                                                    |                                                    | Folkmängd                                          |                                                    |
| 1986                                               | 1986                                               |                                                    | 29 027                                             |                                                    |
| 1991                                               | 1991                                               |                                                    | 27 978                                             |                                                    |
| 1996                                               | 1996                                               |                                                    | 30 690                                             |                                                    |
| 2001                                               | 2001                                               |                                                    | 31 521                                             |                                                    |
| 2006                                               | 2006                                               |                                                    | 32 418                                             |                                                    |
| 2013                                               | 2013                                               |                                                    | 32 907                                             |                                                    |
| 2018                                               | 2018                                               |                                                    | 37 203                                             |                                                    |
|                                                    |                                                    |                                                    |                                                    |                                                    |